# 42-га гвардійська стрілецька дивізія (СРСР)
42-га гвардійська стрілецька Прилуцька Червонопрапорна, орденів Леніна та Богдана Хмельницького дивізія — формування (з'єднання, стрілецька дивізія) РСЧА (ЗС СРСР) до і під час Німецько-радянської війни. Брала участь у Ржевсько-Сичевській і Ржевсько-Вяземській наступальних операціях 1943 року, Курській битві, звільненні Лівобережної України, в Київських наступальній та оборонній, Умансько-Ботошанській, Яссько-Кишинівській, Дебреценській, Будапештській, Братиславсько-Брновській і Празьких наступальних операціях.

## Історія
42-га гвардійська стрілецька Прилуцька ордена Леніна Червонопрапорна ордена Богдана Хмельницького дивізія сформована на Західному фронті в липні 1942 року на базі 1-ї гвардійської Червонопрапорної стрілецької бригади як 1-ша гвардійська Червонопрапорна стрілецька дивізія. Дивізія в процесі формування тимчасово називалась «1-ша гвардійська Червонопрапорна стрілецька дивізія» (формування 1942 року) з 6 липня 1942 року по 13 вересня, 1942 року частини дивізії іменувалися: 1-й, 2-й, 3-й гвардійський стрілецький полк, навчальний гвардійський стрілецький полк. Іншим частинам дивізії нумерація в процесі формування не присвоювалась.
13 вересня 1942 стала іменуватися «42-га гвардійська Червонопрапорна стрілецька дивізія». Спочатку до неї увійшли 127-ма, 132-га, 436-й гвардійські стрілецькі, 95-тий артилерійський (з вересня — 91-й гвардійський артилерійський) полки та інші частини.
У серпні 1942 року дивізія в складі військ 5-ї армії Західного фронту брала участь в Ржевсько-Сичовській наступальній операції.
В березні 1943 року була передана в 31-шу армію цього ж фронту і брала участь у ліквідації ржевсько-в'яземського плацдарму німецько-фашистських військ. На початку травня виведена в Резерв Ставки ВГК і включена в 5-ту гвардійську армію Степового військового округу (з 9 липня Степовий фронт). У складі цієї армії, переданої у Воронезький фронт, брала участь у Курській битві.
У Бєлгородсько-Харківської наступальної операції дивізія пройшла з боями понад 100 км, звільнивши велику кількість населених пунктів і завдавши значних втрат частинами 4-ї танкової армії противника. З початку вересня 1943 і до кінця березня 1945 року з невеликими перервами вела бойові дії у складі 40-ї армії Воронезького, з 20 жовтня 1943 — 1-го Українського, з 24 лютого 1944 року 2-го Українського фронтів.
У ході визволення Лівобережної України особливо успішно діяла в боях за місто Прилуки (18 вересня), за що була удостоєна почесного найменування «Прилуцька» (19 вересня 1943). 22 вересня частини дивізії вийшли до Дніпра, з ходу форсували річку і захопили плацдарм в районі Юшки, Гребені (на північний захід від Великого Букрина).
У листопаді 1943 — січні 1944 дивізія брала участь у Київській наступальній, Київській оборонній та Житомирсько-Бердичівській наступальних операціях, в ході яких завдала противнику значні втрати.
Високу бойову майстерність, мужність та доблесть показали воїни дивізії в Умансько-Ботошанській наступальній операції 1944 року. За зразкове виконання завдань командування, що сприяли звільненню іншими з'єднаннями фронту міста Умань, і відмінність у боях при форсуванні річки Прут дивізія була нагороджена орденом Богдана Хмельницького 2-го ступеня (19 березня 1944 року) і орденом Леніна (24 квітня 1944).
У Яссько-Кишинівській та Дебреценській наступальних операціях 1944 року дивізія пройшла з боями понад 600 км і у взаємодії з іншими з'єднаннями і частинами армії оволоділа містами Пятра (П'ятра-Нямц), Топліца, Бистриця та іншими населеними пунктами.
В кінці жовтня 1944 року — в першій половині лютого 1945 брала участь у Будапештській, з 25 березня — в Братиславсько-Брновській наступальних операціях. В ході боїв у Західних Карпатах у взаємодії з 232-гою стрілецькою дивізією і 54-м укріпленим районом звільнила чехословацьке місто Банська Бистриця (25 березня). З 13 квітня і до кінця війни вела бойові дії в складі військ 53-ї армії 2-го Українського фронту. Бойовий шлях завершила у Празькій наступальній операції.
В 1946 році дивізія була переформована в 42-гу гвардійську механізовану дивізію Харківського військового округу.
У 1957 році знову була переформована і стала називатись «42-га гвардійська танкова Прилуцька ордена Леніна Червонопрапорна ордена Богдана Хмельницького дивізія» з дислокацією під Дніпропетровськом (Київський військовий округ).
C 1989 року має назву 5359-та гвардійська база зберігання озброєння і техніки (5359-тя гв БЗОТ) 6-ї гв ТА Жданівка, Новомосковськ.

## Склад
- 127-й гвардійський стрілецький полк
- 132-й гвардійський стрілецький полк
- 136-й гвардійський стрілецький полк
- 91-й (95-й) гвардійський артилерійський полк
- 45-й окремий гвардійський винищувально-протитанковий дивізіон
- 59-та окрема гвардійська зенітна артилерійська батарея (до 10.6.43 р.)
- 44-та окрема гвардійська розвідувальна рота
- 46-й окремий гвардійський саперний батальйон
- 164-й окремий гвардійський батальйон зв'язку (59-та окрема гвардійська рота зв'язку)
- 515-й (47-й) медико-санітарний батальйон
- 44-та окрема гвардійська рота хімічного захисту
- 602-га (46-та) автотранспортна рота
- 632-га (43-тя) польова хлібопекарня
- 635-й (39-й) дивізійний ветеринарний лазарет
- 1642-га польова поштова станція
- 1632-га польова каса Держбанку

## Підпорядкування
- Воювала в складі армій Західного, Воронезького, Степового і 1-го Українського фронтів.
- Входила до складу військ 5-ї, 20-ї, 31-ї, 5-ї гвардійської, 40-ї (вересень — листопад 1943 і грудень 1943 — березень 1945), 53-ї армій.
- Бойовий період: 6.7.1942—9.5.1943; 10.7.1943—11.5.1945.

## Нагороди та найменування
- «Гвардійська» отримала у спадок від 1-ї гвардійської стрілецької бригади при формуванні.
- Орден Червоного Прапора успадкувала від 1-ї гвардійської стрілецької бригади при формуванні.
- Почесне найменування «Прилуцька» (13 лютого 1944).
- 19 березня 1944 року нагороджена орденом Богдана Хмельницького 2-го ступеня.
- 24 квітня 1944 року нагороджена орденом Леніна.

## Командири дивізії
- Ф. О. Бобров, полковник, з жовтня 1942 року генерал-майор (1942—1944)
- С. П. Тимошко, генерал-майор (1944)
- Ф. Ф. Бочков, полковник (1944—1945)

## Воїни дивізії, що відзначились
9729 воїнів дивізії були нагороджені орденами і медалями, 28 з них присвоєно звання Героя Радянського Союзу.
- Бажин Петро Якович, капітан гвардії, командир стрілецького батальйону 136-го гвардійського стрілецького полку
- Бажуков Іван Данилович, старшина гвардії, помічник командира взводу автоматників 127-го гвардійського стрілецького полку[1]
- Бобров Федір Олександрович, генерал-майор гвардії, командир дивізії
- Бондарчук Пилип Якович, молодший сержант гвардії, снайпер 132-го гвардійського стрілецького полку
- Бочаріков Максим Петрович, сержант гвардії, командир відділення 132-го гвардійського стрілецького полку
- Буздалін Семен Григорович, молодший лейтенант гвардії, командир кулеметного взводу 132-го гвардійського стрілецького полку
- Буранов Іван Тимофійович, старший сержант гвардії, помічник командира взводу 44-ї окремої гвардійської розвідувальної роти
- Ваганов Олександр Іванович, рядовий гвардії, розвідник 44-ї окремої гвардійської розвідувальної роти
- Гаврилов Акім Андрійович, молодший лейтенант гвардії, командир взводу 136-го гвардійського стрілецького полку
- Голубєв Михайло Трохимович, лейтенант гвардії, командир взводу хімічного захисту 127-го гвардійського стрілецького полку
- Гробов Анатолій Олександрович, старший лейтенант гвардії, командир саперної роти 46-го окремого гвардійського саперного батальйону
- Дмитрієв Олексій Петрович, командир 127-го гвардійського стрілецького полку
- Докучаєв Георгій Миколайович, молодший лейтенант гвардії, командир взводу протитанкових рушниць 127-го гвардійського стрілецького полку
- Журавльов Олексій Васильович, капітан гвардії, командир батальйону 132-го гвардійського стрілецького полку
- Зима Іван Павлович, майор гвардії, начальник 2-го відділення штабу дивізії
- Іванов Анатолій Олександрович, лейтенант гвардії, ад'ютант старший батальйону 127-го гвардійського стрілецького полку
- Карімов Гулям, лейтенант гвардії, командир кулеметного взводу 132-го гвардійського стрілецького полку
- Кидько Степан Степанович, капітан гвардії, командир батальйону 136-го гвардійського стрілецького полку
- Клюшніков Євген Олександрович, старший лейтенант гвардії, командир 5-ї батареї 91-го гвардійського артилерійського полку
- Козлов Дмитро Маркович, молодший сержант гвардії, командир групи розвідників 44-ї окремої гвардійської розвідувальної роти
- Коннов Василь Дмитрович, капітан гвардії, заступник командира батальйону з політичної частини 136-го гвардійського стрілецького полку
- Кужелев Микола Федорович, старшина гвардії, помічник командира взводу 44-ї окремої гвардійської розвідувальної роти
- Кучерявий Микола Данилович, командир відділення стрілецької роти 132-го гвардійського стрілецького полку, молодший сержант гвардії
- Марінін Микола Андрійович, лейтенант гвардії, заступник по політичній частині командира батальйону 136-го гвардійського стрілецького полку
- Матросов Василь Тимофійович, сержант гвардії, командир відділення 44-ї окремої гвардійської розвідувальної роти
- Ніколенко Василь Петрович, старшина гвардії, командир гарматного розрахунку 91-го гвардійського артилерійського полку
- Перегудін Олександр Іванович, сержант гвардії, командир відділення 44-ї окремої гвардійської розвідувальної роти
- Чесних Олександр Іванович, старшина гвардії, командир відділення розвідки 136-го гвардійського стрілецького полку
- Щуріхін Олександр Автономович, командир відділення розвідувального взводу 127-го гвардійського стрілецького полку